# Амвросьев, Михаил Григорьевич
Михаил Григорьевич Амвросьев (1 марта 1933, Прохорово, Западная область — 3 апреля 1998) — машинист экскаватора специализированного управления № 10 треста «Союзпроводмеханизация» Министерства строительства предприятий нефтяной и газовой промышленности СССР гор. Нефтеюганск Ханты-Мансийского национального округа Тюменской области Герой Социалистического Труда (05.10.1973).

## Биография
Михаил Григорьевич Амвросьев родился 1 марта 1933 года в деревне Прохорово Голосовского сельсовета Нелидовского района Западной области, ныне деревня входит в Нелидовский городской округ Тверской области. Русский.
Окончил сельскую школу в 1947 году. С 1947 года работал в колхозе «Искра» Нелидовского района, освоил несколько рабочих специальностей.
С 1954 по 1957 год находился на срочной службе в Советской Армии.
После увольнения переехал в Тюменскую область и с 1958 года работал в тресте «Союзпроводмеханизация», а с 1973 года — в строительно-монтажном управлении № 3 специализированного управления № 10 треста «Югансктрубопроводстрой» (город Нефтеюганск).
Был шофёром, помощником машиниста и машинистом экскаватора в СМУ № 3. Участвовал в строительстве газопроводов Серпухов — Москва, Ставрополь — Москва, Бухара — Урал, нефтепроводов Ярославль — Горький — Иваново — Череповец, «Дружба», Холмогоры — Сургут, Нижневартовск — Сургут и других.
Все пятилетние планы экипаж экскаватора М. Амвросьева выполнял досрочно.
За выдающиеся производственные успехи, достигнутые при строительстве нефтепровода Самотлор — Усть-Балык — Курган — Уфа — Альметьевск, Указом Президиума Верховного Совета СССР от 5 октября 1973 года Амвросьеву Михаилу Григорьевичу присвоено звание Героя Социалистического Труда с вручением ордена Ленина и золотой медали «Серп и Молот».
С 1990 года — на пенсии.
Избирался делегатом II съезда работников нефтяной и газовой промышленности СССР (1982).
Михаил Григорьевич Амвросьев умер 3 апреля 1998 года <где?>. Похоронен  <где?>.

## Награды
- Герой Социалистического Труда, 5 октября 1973 года
  - Орден Ленина № 432775
  - Медаль «Серп и Молот» № 18412
- Орден Октябрьской Революции, 2 марта 1981 года
- Медаль «За трудовую доблесть»
- Медаль «В ознаменование 100-летия со дня рождения Владимира Ильича Ленина», 6 апреля 1970 года
- Медаль «Ветеран труда»
- медали ВДНХ СССР:

## Семья
- Был женат